# NGC 7219
NGC 7219 este o galaxie situată în constelația Tucanul. A fost descoperită în 22 iunie 1835 de către John Herschel. Se află la o distanță de 40,93 de megaparseci de Pământ.